# 箭䲗
箭䲗（学名：Callionymus sagitta）为䲗科䲗屬的鱼类，於1770年由彼得·西蒙·帕拉斯描述及命名。分布于印度至中国，包括南海等海域。该物种的模式产地在印度尼西亚安汶岛。